# Temporada 2021 del Campeonato Mundial de Rally
La temporada 2021 fue la edición 49.ª del Campeonato Mundial de Rally. La temporada comenzó el 21 de enero en el Rally de Montecarlo y finalizó el 21 de noviembre en el ACI Rally Monza. 
El piloto y copiloto defensores del título son los franceses, Sébastien Ogier y Julien Ingrassia quienes consiguieron el heptacampeonato del mundo al ganar la última prueba de la temporada 2020, el ACI Rally Monza. Hyundai Shell Mobis WRT será el constructor defensor del título por segundo año consecutivo, la marca obtuvo su segundo entorchado al lograr subir al podio con dos de sus pilotos en la última prueba de la temporada, el ACI Rally Monza.

## Calendario
El campeonato 2021 está programado para disputarse en doce rondas repartidas en Europa, Asia, América del Sur y África. La novedad en el calendario es el ingreso del Rally de Croacia, que celebrará su primera edición dentro de Campeonato Mundial de Rally y la continuidad por una temporada más del Rally de Estonia.
- El 15 de diciembre de 2020 se anunció la cancelación del Rally de Suecia debido a las duras restricciones sanitarias que experimenta Suecia.[6][7]
- El 8 de enero de 2021 se anunció la cancelación del Rally de Gran Bretaña debido a la falta de financiación de las autoridades locales. Su lugar en el campeonato será ocupado por el Rally de Ypres prueba que se estrenará en el campeonato mundial después de haber sido incluida y posteriormente cancelada en la Temporada 2020.[8][9]
- El 14 de enero de 2021 se anunció el ingresó del Rally del Ártico en el lugar del Rally de Suecia. Esta prueba se desarrollara toda sobre nieve al igual que el rally sueco y será la primera vez en la historia que Finlandia albergara dos pruebas válidas para el mundial en una misma temporada.[10][11]
- El 26 de marzo de 2021 se anunció la cancelación del Rally de Chile debido a las restricciones de viaje y a otras restricciones gubernamentales causadas por la Pandemia de Covid-19. Su lugar en el campeonato será ocupado por el Rally Acrópolis prueba que regresa al campeonato después de siete años.[12][13][14]
- El 26 de marzo de 2021 se anunció el cambio de fecha del Rally de Finlandia debido a la intención de los organizadores de contar con público en sus tramos, el rally pasa de su fecha original del 29 de julio al 1 de agosto, al 30 de septiembre al 3 de octubre.[15][16][17]
- El 6 de septiembre de 2021 se anunció la cancelación del Rally de Japón debido al creciente aumento de casos en el país nipón y a la obligatoria cuarentena para los que ingresan al país.[18][19] Su lugar en el campeonato fue ocupado por el Rally Monza, prueba que debutó en el mundial en 2020 como una de las tantas pruebas de reemplazo.[20][21]

| Ronda              | Fecha                         | Rally                                     | Superficie |
| ------------------ | ----------------------------- | ----------------------------------------- | ---------- |
| 1                  | 21-24 de enero                | 89ème Rallye Automobile Monte-Carlo       | Mixto      |
| 2                  | 26-28 de febrero              | Arctic Rally Finland                      | Nieve      |
| 3                  | 22-25 de abril                | 45. Croatia Rally                         | Asfalto    |
| 4                  | 20-23 de mayo                 | 54.º Rally de Portugal                    | Tierra     |
| 5                  | 3-6 de junio                  | 18.º Rally d'Italia Sardegna              | Tierra     |
| 6                  | 24-27 de junio                | 68th Safari Rally Kenya                   | Tierra     |
| 7                  | 15-18 de julio                | 11.º Rally Estonia                        | Tierra     |
| 8                  | 13-15 de agosto               | 56. Renties Ypres Rally                   | Asfalto    |
| 9                  | 9-12 de septiembre            | 65.º Acropolis Rally                      | Tierra     |
| 10                 | 30 de septiembre-3 de octubre | 70th Rally Finland                        | Tierra     |
| 11                 | 14-17 de octubre              | 56.º Rally RACC Catalunya – Costa Daurada | Asfalto    |
| 12                 | 19-21 de noviembre            | 42.º ACI Rally Monza                      | Asfalto    |
| Rallyes de reserva |                               |                                           |            |
| -                  | -                             | 14. Rally Turkey Marmaris                 | Tierra     |
| -                  | -                             | 40.º Rally Argentina                      | Tierra     |
| Rallyes cancelados |                               |                                           |            |
| -                  | 11-14 de febrero              | 69th Rally Sweden                         | Nieve      |
| -                  | 19-22 de agosto               | 76th Wales Rally GB                       | Tierra     |
| -                  | 9-12 de septiembre            | 2.º Rally de Chile                        | Tierra     |
| -                  | 11-14 de noviembre            | 10th Rally Japan                          | Asfalto    |
| Fuente:            |                               |                                           |            |

## Equipos y pilotos
- Sébastien Loeb no continuara con el Hyundai Shell Mobis WRT al vencerse su contrató al final de la temporada 2020.[24][25]
- Oliver Solberg fichó por el Hyundai World Rally Team por dos temporadas para disputar la temporada 2021 en el WRC 2.[26][27]
- Andreas Mikkelsen y Marco Bulacia disputaran la temporada 2021 del WRC 2 con el Toksport WRT.[28][29]
- Adrien Fourmaux dará el salto al WRC con el M-Sport Ford WRT. Fourmaux tendrá un programa parcial y disputará solo rallyes seleccionados.[30][31]
- Después de haber disputado gran parte de los rallyes de la temporada 2020, Gus Greensmith disputará toda la temporada 2021 con el M-Sport Ford WRT.[30][31]

| Equipos                                          | Constructor                                   | Automóvil                                     | N.º                                           | Pilotos                                       | Copiloto                                      | Rondas                                        |
| Registrados en el campeonato de constructores    | Registrados en el campeonato de constructores | Registrados en el campeonato de constructores | Registrados en el campeonato de constructores | Registrados en el campeonato de constructores | Registrados en el campeonato de constructores | Registrados en el campeonato de constructores |
| ------------------------------------------------ | --------------------------------------------- | --------------------------------------------- | --------------------------------------------- | --------------------------------------------- | --------------------------------------------- | --------------------------------------------- |
| Hyundai Shell Mobis WRT                          | Hyundai                                       | Hyundai i20 Coupe WRC                         | 3                                             | Teemu Suninen                                 | Mikko Markkula                                | 12                                            |
| Hyundai Shell Mobis WRT                          | Hyundai                                       | Hyundai i20 Coupe WRC                         | 6                                             | Dani Sordo                                    | Carlos del Barrio                             | 1                                             |
| Hyundai Shell Mobis WRT                          | Hyundai                                       | Hyundai i20 Coupe WRC                         | 6                                             | Dani Sordo                                    | Borja Rozada                                  | 4-6                                           |
| Hyundai Shell Mobis WRT                          | Hyundai                                       | Hyundai i20 Coupe WRC                         | 6                                             | Dani Sordo                                    | Cándido Carrera                               | 9, 11-12                                      |
| Hyundai Shell Mobis WRT                          | Hyundai                                       | Hyundai i20 Coupe WRC                         | 8                                             | Ott Tänak                                     | Martin Järveoja                               | 1-11                                          |
| Hyundai Shell Mobis WRT                          | Hyundai                                       | Hyundai i20 Coupe WRC                         | 11                                            | Thierry Neuville                              | Martijn Wydaeghe                              | Todas                                         |
| Hyundai Shell Mobis WRT                          | Hyundai                                       | Hyundai i20 Coupe WRC                         | 42                                            | Craig Breen                                   | Paul Nagle                                    | 2-3, 7-8, 10                                  |
| Hyundai 2C Competition                           | Hyundai                                       | Hyundai i20 Coupe WRC                         | 2                                             | Oliver Solberg                                | Seb Marshall                                  | 2                                             |
| Hyundai 2C Competition                           | Hyundai                                       | Hyundai i20 Coupe WRC                         | 2                                             | Oliver Solberg                                | Aaron Johnston                                | 6                                             |
| Hyundai 2C Competition                           | Hyundai                                       | Hyundai i20 Coupe WRC                         | 2                                             | Oliver Solberg                                | Craig Drew                                    | 11                                            |
| Hyundai 2C Competition                           | Hyundai                                       | Hyundai i20 Coupe WRC                         | 2                                             | Oliver Solberg                                | Elliott Edmondson                             | 12                                            |
| Hyundai 2C Competition                           | Hyundai                                       | Hyundai i20 Coupe WRC                         | 7                                             | Pierre-Louis Loubet                           | Vincent Landais                               | 1-3                                           |
| Hyundai 2C Competition                           | Hyundai                                       | Hyundai i20 Coupe WRC                         | 7                                             | Pierre-Louis Loubet                           | Florian Haut-Labourdette                      | 4-5, 7-9                                      |
| Hyundai 2C Competition                           | Hyundai                                       | Hyundai i20 Coupe WRC                         | 14                                            | Nil Solans                                    | Marc Martí                                    | 11                                            |
| Toyota Gazoo Racing WRT                          | Toyota                                        | Toyota Yaris WRC                              | 1                                             | Sébastien Ogier                               | Julien Ingrassia                              | Todas                                         |
| Toyota Gazoo Racing WRT                          | Toyota                                        | Toyota Yaris WRC                              | 33                                            | Elfyn Evans                                   | Scott Martin                                  | Todas                                         |
| Toyota Gazoo Racing WRT                          | Toyota                                        | Toyota Yaris WRC                              | 69                                            | Kalle Rovanperä                               | Jonne Halttunen                               | Todas                                         |
| M-Sport Ford WRT                                 | Ford                                          | Ford Fiesta WRC                               | 3                                             | Teemu Suninen                                 | Mikko Markkula                                | 1-2, 5, 7                                     |
| M-Sport Ford WRT                                 | Ford                                          | Ford Fiesta WRC                               | 16                                            | Adrien Fourmaux                               | Renaud Jamoul                                 | 3-4, 6, 8-9                                   |
| M-Sport Ford WRT                                 | Ford                                          | Ford Fiesta WRC                               | 16                                            | Adrien Fourmaux                               | Alexandre Coria                               | 10-12                                         |
| M-Sport Ford WRT                                 | Ford                                          | Ford Fiesta WRC                               | 44                                            | Gus Greensmith                                | Elliott Edmondson                             | 1-2                                           |
| M-Sport Ford WRT                                 | Ford                                          | Ford Fiesta WRC                               | 44                                            | Gus Greensmith                                | Chris Patterson                               | 3-4, 6-11                                     |
| M-Sport Ford WRT                                 | Ford                                          | Ford Fiesta WRC                               | 44                                            | Gus Greensmith                                | Stuart Loudon                                 | 5                                             |
| M-Sport Ford WRT                                 | Ford                                          | Ford Fiesta WRC                               | 44                                            | Gus Greensmith                                | Jonas Andersson                               | 12                                            |
| No registrados en el campeonato de constructores |                                               |                                               |                                               |                                               |                                               |                                               |
| Toyota Gazoo Racing WRT                          | Toyota                                        | Toyota Yaris WRC                              | 18                                            | Takamoto Katsuta                              | Daniel Barritt                                | 1-7                                           |
| Toyota Gazoo Racing WRT                          | Toyota                                        | Toyota Yaris WRC                              | 18                                            | Takamoto Katsuta                              | Keaton Williams                               | 8                                             |
| Toyota Gazoo Racing WRT                          | Toyota                                        | Toyota Yaris WRC                              | 18                                            | Takamoto Katsuta                              | Aaron Johnston                                | 10-12                                         |
| RTE-Motorsport                                   | Toyota                                        | Toyota Yaris WRC                              | 4                                             | Esapekka Lappi                                | Janne Ferm                                    | 10                                            |
| JanPro                                           | Ford                                          | Ford Fiesta WRC                               | 12                                            | Janne Tuohino                                 | Reeta Hämäläinen                              | 2                                             |
| M-Sport Ford WRT                                 | Ford                                          | Ford Fiesta WRC                               | 9                                             | Jourdan Serderidis                            | Frédéric Miclotte                             | 9                                             |
| M-Sport Ford WRT                                 | Ford                                          | Ford Fiesta WRC                               | 37                                            | Lorenzo Bertelli                              | Simone Scattolin                              | 2, 6                                          |
| M-Sport Ford WRT                                 | Ford                                          | Ford Fiesta WRC                               | [ n 1 ]                                       | Armando Pereira                               | Rémi Tutélaire                                | 3, 11                                         |
| M-Sport Ford WRT                                 | Ford                                          | Ford Fiesta WRC                               | 54                                            | Niko Pulic                                    | Aleksandra Kovačić                            | 3                                             |
| M-Sport Ford WRT                                 | Ford                                          | Ford Fiesta Rally2                            | [ n 1 ]                                       | Adrien Fourmaux                               | Renaud Jamoul                                 | 1-2, 5, 7                                     |
| M-Sport Ford WRT                                 | Ford                                          | Ford Fiesta Rally2                            | [ n 1 ]                                       | Martin Prokop                                 | Michal Ernst                                  | 2, 9-10                                       |
| M-Sport Ford WRT                                 | Ford                                          | Ford Fiesta Rally2                            | [ n 1 ]                                       | Martin Prokop                                 | Viktor Chytka                                 | 4, 6                                          |
| M-Sport Ford WRT                                 | Ford                                          | Ford Fiesta Rally2                            | [ n 1 ]                                       | Martin Prokop                                 | Zdeněk Jůrka                                  | 5                                             |
| M-Sport Ford WRT                                 | Ford                                          | Ford Fiesta Rally2                            | [ n 1 ]                                       | Tom Kristensson                               | David Arhusiander                             | 3-4, 7-8, 10                                  |
| M-Sport Ford WRT                                 | Ford                                          | Ford Fiesta Rally2                            | [ n 1 ]                                       | Teemu Suninen                                 | Mikko Markkula                                | 3-4, 8-9                                      |
| M-Sport Ford WRT                                 | Ford                                          | Ford Fiesta Rally2                            | [ n 1 ]                                       | Jari Huttunen                                 | Mikko Lukka                                   | 12                                            |
| Movisport SRL                                    | Ford                                          | Ford Fiesta Rally2                            | [ n 1 ]                                       | Nikolay Gryazin                               | Konstantin Aleksandrov                        | 9                                             |
| Movisport SRL                                    | Ford                                          | Ford Fiesta Rally2                            | 28                                            | Erik Cais                                     | Jindřiška Žáková                              | 11                                            |
| Hyundai Motorsport N                             | Hyundai                                       | Hyundai i20 NG R5                             | [ n 1 ]                                       | Ole Christian Veiby                           | Jonas Andersson                               | 2, 4                                          |
| Hyundai Motorsport N                             | Hyundai                                       | Hyundai i20 NG R5                             | [ n 1 ]                                       | Oliver Solberg                                | Aaron Johnston                                | 1, 4, 7                                       |
| Hyundai Motorsport N                             | Hyundai                                       | Hyundai i20 N Rally2                          | [ n 1 ]                                       | Oliver Solberg                                | Aaron Johnston                                | 8-9                                           |
| Hyundai Motorsport N                             | Hyundai                                       | Hyundai i20 N Rally2                          | [ n 1 ]                                       | Oliver Solberg                                | Craig Drew                                    | 10                                            |
| Hyundai Motorsport N                             | Hyundai                                       | Hyundai i20 NG R5                             | [ n 1 ]                                       | Jari Huttunen                                 | Mikko Lukka                                   | 2, 5, 7                                       |
| Hyundai Motorsport N                             | Hyundai                                       | Hyundai i20 N Rally2                          | [ n 1 ]                                       | Jari Huttunen                                 | Mikko Lukka                                   | 8, 10-11                                      |
| Hyundai Motorsport N                             | Hyundai                                       | Hyundai i20 N Rally2                          | [ n 1 ]                                       | Teemu Suninen                                 | Mikko Markkula                                | 11                                            |
| Toksport WRT                                     | Škoda                                         | Škoda Fabia Rally2 Evo                        | [ n 1 ]                                       | Andreas Mikkelsen                             | Ola Fløene                                    | 1-3, 5, 7                                     |
| Toksport WRT                                     | Škoda                                         | Škoda Fabia Rally2 Evo                        | [ n 1 ]                                       | Andreas Mikkelsen                             | Elliott Edmondson                             | 9                                             |
| Toksport WRT                                     | Škoda                                         | Škoda Fabia Rally2 Evo                        | [ n 1 ]                                       | Andreas Mikkelsen                             | Phil Hall                                     | 12                                            |
| Toksport WRT                                     | Škoda                                         | Škoda Fabia Rally2 Evo                        | [ n 1 ]                                       | Marco Bulacia                                 | Marcelo Der Ohannesian                        | 1, 3-5, 7, 9, 11-12                           |
| Toksport WRT                                     | Škoda                                         | Škoda Fabia Rally2 Evo                        | 22                                            | Eyvind Brynildsen                             | Veronica Gulbæk Engan                         | 2                                             |
| Movisport SRL                                    | Škoda                                         | Škoda Fabia Rally2 Evo                        | [ n 1 ]                                       | Enrico Brazzoli                               | Maurizio Barone                               | 1, 3, 5, 12                                   |
| Movisport SRL                                    | Škoda                                         | Škoda Fabia Rally2 Evo                        | [ n 1 ]                                       | Nikolay Gryazin                               | Konstantin Aleksandrov                        | 12                                            |
| ALM Motorsport                                   | Škoda                                         | Škoda Fabia Rally2 Evo                        | [ n 1 ]                                       | Georg Linnamäe                                | James Morgan                                  | 9                                             |
| Sports&You                                       | Citroën                                       | Citroën C3 Rally2                             | [ n 1 ]                                       | Eric Camilli                                  | François-Xavier Buresi                        | 1, 11                                         |
| Sports&You                                       | Citroën                                       | Citroën C3 Rally2                             | [ n 1 ]                                       | Eric Camilli                                  | Benjamin Veillas                              | 4                                             |
| Saintéloc Junior Team                            | Citroën                                       | Citroën C3 Rally2                             | [ n 1 ]                                       | Sean Johnston                                 | Alexander Kihurani                            | 1-2, 5, 7, 9, 11                              |
| Saintéloc Junior Team                            | Citroën                                       | Citroën C3 Rally2                             | 29                                            | Crazy Leo                                     | Tom Woodburn                                  | 9                                             |
| Tagai Racing Technology WRT                      | Citroën                                       | Citroën C3 Rally2                             | [ n 1 ]                                       | Mads Østberg                                  | Torstein Eriksen                              | 3-5, 7, 9-11                                  |
| Movisport SRL                                    | Volkswagen                                    | Volkswagen Polo GTI R5                        | [ n 1 ]                                       | Nikolay Gryazin                               | Konstantin Aleksandrov                        | 1-5, 7-8, 10-11                               |
| Movisport SRL                                    | Volkswagen                                    | Volkswagen Polo GTI R5                        | [ n 1 ]                                       | Esapekka Lappi                                | Janne Ferm                                    | 2, 4                                          |
| Movisport SRL                                    | Volkswagen                                    | Volkswagen Polo GTI R5                        | [ n 1 ]                                       | Teemu Suninen                                 | Mikko Markkula                                | 10                                            |
| ALM Motorsport                                   | Volkswagen                                    | Volkswagen Polo GTI R5                        | [ n 1 ]                                       | Georg Linnamäe                                | Volodymyr Korsia                              | 2                                             |
| ALM Motorsport                                   | Volkswagen                                    | Volkswagen Polo GTI R5                        | [ n 1 ]                                       | Georg Linnamäe                                | Tanel Kasesalu                                | 5                                             |
| ALM Motorsport                                   | Volkswagen                                    | Volkswagen Polo GTI R5                        | [ n 1 ]                                       | Georg Linnamäe                                | James Morgan                                  | 7, 10-12                                      |
| Notas: 1.                                        |                                               |                                               |                                               |                                               |                                               |                                               |

## Cambios

### Cambios técnicos
- Después de diez temporadas consecutivas como proveedor de neumáticos, Michelin deja el mundial[74][75] siendo reemplazado por Pirelli quien se convertira en el suministrador único de neumáticos de los pilotos del mundial hasta la temporada 2024.[76][77][78]

### Cambios reglamentarios
- El Consejo Mundial del Motor de la FIA estableció que a partir de esta temporada deban disputarse un mínimo de pruebas para darle validez al campeonato mundial. Deben disputarse un mínimo de seis pruebas que estén programadas en el calendario inicial, sin tener en cuenta los rallys de reemplazo para considerarse campeonato mundial.[79][80]
- A partir de esta temporada, los constructores del campeonato sumaran puntos en el Power Stage siguiendo el mismo formato en el que puntuan para el campeonato de pilotos, es decir que solo los dos pilotos más rápidos de cada marca podrán sumar puntos.[81][80]
- A partir de esta temporada también habra Power Stage en el WRC-2 y el WRC-3, en la última etapa de los rallys los cinco pilotos más rápidos en cada categoría sumarán puntos extra para cada campeonato.[82]

## Resultados y estadísticas

### Resultados de rallys
| Ronda | Evento                                    | Piloto ganador   | Copiloto ganador | Equipo ganador          | Tiempo    | Resultados |
| ----- | ----------------------------------------- | ---------------- | ---------------- | ----------------------- | --------- | ---------- |
| 1.    | 89ème Rallye Automobile Monte-Carlo       | Sébastien Ogier  | Julien Ingrassia | Toyota Gazoo Racing WRT | 2:56:33.7 | Resultados |
| 2.    | Arctic Rally Finland                      | Ott Tänak        | Martin Järveoja  | Hyundai Shell Mobis WRT | 2:03:49.6 | Resultados |
| 3.    | 45. Croatia Rally                         | Sébastien Ogier  | Julien Ingrassia | Toyota Gazoo Racing WRT | 2:51:22.9 | Resultados |
| 4.    | 54.º Rally de Portugal                    | Elfyn Evans      | Scott Martin     | Toyota Gazoo Racing WRT | 3:38:26.2 | Resultados |
| 5.    | 18.º Rally d'Italia Sardegna              | Sébastien Ogier  | Julien Ingrassia | Toyota Gazoo Racing WRT | 3:19:26.4 | Resultados |
| 6.    | 68th Safari Rally Kenya                   | Sébastien Ogier  | Julien Ingrassia | Toyota Gazoo Racing WRT | 3:18:11.3 | Resultados |
| 7.    | 11.º Rally Estonia                        | Kalle Rovanperä  | Jonne Halttunen  | Toyota Gazoo Racing WRT | 2:51:29.1 | Resultados |
| 8.    | 56. Renties Ypres Rally                   | Thierry Neuville | Martijn Wydaeghe | Hyundai Shell Mobis WRT | 2:30:24.2 | Resultados |
| 9.    | 65.º Acropolis Rally                      | Kalle Rovanperä  | Jonne Halttunen  | Toyota Gazoo Racing WRT | 3:28:24.6 | Resultados |
| 10.   | 70th Rally Finland                        | Elfyn Evans      | Scott Martin     | Toyota Gazoo Racing WRT | 2:19:13.7 | Resultados |
| 11.   | 56.º Rally RACC Catalunya – Costa Daurada | Thierry Neuville | Martijn Wydaeghe | Hyundai Shell Mobis WRT | 2:34:11.8 | Resultados |
| 12.   | 42.º ACI Rally Monza                      | Sébastien Ogier  | Julien Ingrassia | Toyota Gazoo Racing WRT | 2:39:08.6 | Resultados |

### Campeonato Mundial de Rally de la FIA de pilotos
Se otorgaron puntos a los diez primeros clasificados. También hubo cinco puntos de bonificación al ganador de la Power Stage, cuatro puntos para el segundo lugar, tres para el tercero, dos para el cuarto y uno para el quinto.
| Posición    | 1º | 2º | 3º | 4º | 5º | 6º | 7º | 8º | 9º | 10º |
| Puntos      | 25 | 18 | 15 | 12 | 10 | 8  | 6  | 4  | 2  | 1   |
| Power stage | 5  | 4  | 3  | 2  | 1  |    |    |    |    |     |

| Pos. | Piloto                    | MON | ART | CRO | POR | ITA | SAF | EST | YPR | GRE | FIN | ESP | MNZ | Puntos |
| ---- | ------------------------- | --- | --- | --- | --- | --- | --- | --- | --- | --- | --- | --- | --- | ------ |
| 1    | Sébastien Ogier           | 1   | 205 | 1   | 3   | 14  | 14  | 43  | 52  | 3   | 5   | 4   | 15  | 230    |
| 2    | Elfyn Evans               | 23  | 5   | 24  | 15  | 2   | 103 | 54  | 45  | 62  | 1   | 23  | 24  | 207    |
| 3    | Thierry Neuville          | 34  | 3   | 3   | 362 | 31  | Ret | 32  | 13  | 84  | Ret | 12  | 41  | 176    |
| 4    | Kalle Rovanperä           | 42  | 21  | Ret | 224 | 253 | 62  | 15  | 34  | 1   | 34  | 5   | 9   | 142    |
| 5    | Ott Tänak                 | Ret | 14  | 45  | 211 | 242 | 31  | 311 | 61  | 25  | 2   | Ret |     | 128    |
| 6    | Dani Sordo                | 5   |     |     | 2   | 175 | 125 |     |     | 4   |     | 31  | 3   | 81     |
| 7    | Takamoto Katsuta          | 6   | 6   | 6   | 4   | 4   | 2   | Ret | Ret | WD  | 374 | 39  | 72  | 78     |
| 8    | Craig Breen               |     | 42  | 82  |     |     |     | 2   | 2   |     | 35  |     |     | 76     |
| 9    | Gus Greensmith            | 8   | 9   | 7   | 5   | 26  | 4   | 32  | 47  | 5   | 6   | 6   | 8   | 64     |
| 10   | Adrien Fourmaux           | 9   | 48  | 5   | 6   | 30  | 5   | 12  | Ret | 7   | 7   | 16  | 56  | 42     |
| 11   | Teemu Suninen             | Ret | 8   | 10  | 8   | 31  | WD  | 6   | Ret | WD  | 8   | 11  | 6   | 29     |
| 12   | Esapekka Lappi            |     | 10  |     | 7   |     |     |     |     |     | 43  |     |     | 22     |
| 13   | Oliver Solberg            | Ret | 7   |     | 11  | WD  | Ret | Ret | Ret | Ret | Ret | 7   | 5   | 22     |
| 14   | Mads Østberg              |     |     | 9   | 9   | 6   |     | 10  |     | 31  | 9   | 15  |     | 15     |
| 15   | Yohan Rossel              | 11  |     | 14  | 14  | 7   |     |     | 7   | DSQ |     |     | 11  | 12     |
| 16   | Jari Huttunen             |     | Ret |     |     | 5   |     | Ret | 19  |     | 11  | Ret | 14  | 10     |
| 17   | Andreas Mikkelsen         | 7   | 11  | 39  | WD  | Ret | WD  | 9   |     | 9   |     |     | 16  | 10     |
| 18   | Pierre-Louis Loubet       | 16  | 39  | 29  | Ret | Ret | WD  | 7   | 68  | Ret |     | WD  |     | 6      |
| 19   | Onkar Rai                 |     |     |     |     |     | 7   |     |     |     |     |     |     | 6      |
| 20   | Pepe López                |     |     |     | Ret | 8   |     | 15  | WD  |     | 14  | Ret |     | 4      |
| 21   | Pieter Jan Michiel Cracco |     | 50  |     |     |     |     |     | 8   |     |     |     |     | 4      |
| 22   | Karan Patel               |     |     |     |     |     | 8   |     |     |     |     |     |     | 4      |
| 23   | Aleksey Lukyanuk          |     |     |     |     |     |     | 8   |     |     |     |     |     | 4      |
| 24   | Nil Solans                |     |     |     |     |     |     |     |     |     |     | 8   |     | 4      |
| 25   | Eric Camilli              | 10  |     |     | 39  |     |     |     |     |     |     | 9   |     | 3      |
| 26   | Jan Solans                |     |     |     | Ret | 9   |     |     |     |     |     | Ret |     | 2      |
| 27   | Fabian Kreim              |     |     |     |     |     |     |     | 9   |     |     | Ret |     | 2      |
| 28   | Carl Tundo                |     |     |     |     |     | 9   |     |     |     |     |     |     | 2      |
| 29   | Marco Bulacia Wilkinson   | 15  |     | 12  | 12  | 10  | WD  | 11  |     | 10  |     | Ret | 60  | 2      |
| 30   | Nikolay Gryazin           | 12  | 12  | Ret | 10  | Ret |     | Ret | 59  | 13  | 36  | 10  | 13  | 2      |
| 31   | Emil Lindholm             |     | Ret | 13  | 27  | Ret |     | Ret |     | 14  | 10  |     |     | 1      |
| 32   | Vincent Verschueren       |     |     |     |     |     |     |     | 10  |     |     |     |     | 1      |
| 33   | Andrea Crugnola           |     |     |     |     |     |     |     |     |     |     |     | 10  | 1      |
| Pos. | Piloto                    | MON | ART | CRO | POR | ITA | SAF | EST | YPR | GRE | FIN | ESP | MNZ | Puntos |

| Color     | Resultado                                              |
| Oro       | Ganador                                                |
| Plata     | 2ª plaza                                               |
| Bronce    | 3ª plaza                                               |
| Verde     | Finalizó, en los puntos                                |
| Azul      | Finalizó, sin puntos                                   |
| Violeta   | No terminó (Ret)                                       |
| Negro     | Descalificado (DES)                                    |
| Blanco    | No empezó (DNS)                                        |
| Blanco    | Excluido (EX)                                          |
| Blanco    | Lesionado (LES)                                        |
| Sin color | No participó                                           |
| x1        | Indica posición de la Power stage                      |
| (x)       | Entre paréntesis, puntos no computables para el total. |

### Campeonato Mundial de Rally de la FIA de copilotos
| Pos. | Copiloto                   | MON | ART | CRO | POR | ITA | SAF | EST | YPR | GRE | FIN | ESP | MNZ | Puntos |
| ---- | -------------------------- | --- | --- | --- | --- | --- | --- | --- | --- | --- | --- | --- | --- | ------ |
| 1    | Julien Ingrassia           | 1   | 205 | 1   | 3   | 14  | 14  | 43  | 52  | 3   | 5   | 4   | 15  | 230    |
| 2    | Scott Martin               | 23  | 5   | 24  | 15  | 2   | 103 | 54  | 45  | 62  | 1   | 23  | 24  | 207    |
| 3    | Martijn Wydaeghe           | 34  | 3   | 3   | 362 | 31  | Ret | 32  | 13  | 84  | Ret | 12  | 41  | 176    |
| 4    | Jonne Halttunen            | 42  | 21  | Ret | 224 | 253 | 62  | 15  | 34  | 1   | 34  | 5   | 9   | 142    |
| 5    | Martin Järveoja            | Ret | 14  | 45  | 211 | 242 | 31  | 311 | 61  | 25  | 2   | Ret |     | 128    |
| 6    | Paul Nagle                 |     | 42  | 82  |     |     |     | 2   | 2   |     | 35  |     |     | 76     |
| 7    | Daniel Barritt             | 6   | 6   | 6   | 4   | 4   | 2   | Ret |     |     |     |     |     | 66     |
| 8    | Chris Patterson            |     |     | 7   | 5   | WD  | 4   | 32  | 47  | 5   | 6   | 6   |     | 54     |
| 9    | Cándido Carrera            |     |     |     |     |     |     |     |     | 4   |     | 31  | 3   | 50     |
| 10   | Renaud Jamoul              | 9   | 48  | 5   | 6   | 30  | 5   | 12  | Ret | 7   |     |     |     | 36     |
| 11   | Mikko Markkula             | Ret | 8   | 10  | 8   | 31  | WD  | 6   | Ret | WD  | 8   | 11  | 6   | 29     |
| 12   | Janne Ferm                 |     | 10  |     | 7   |     |     |     |     |     | 43  |     |     | 22     |
| 13   | Borja Rozada               |     |     |     | 2   | 175 | 125 |     |     |     |     | Ret |     | 20     |
| 14   | Elliott Edmondson          | 8   | 9   |     |     |     |     |     |     | 9   |     |     | 5   | 18     |
| 15   | Alexandre Coria            | 22  |     | 14  | 14  | 7   |     |     | 7   | DSQ | 7   | 16  | 56  | 18     |
| 16   | Torstein Eriksen           |     |     | 9   | 9   | 6   |     | 10  |     | 31  | 9   | 15  |     | 15     |
| 17   | Aaron Johnston             | Ret | WD  |     | 11  |     | Ret | Ret | Ret | Ret | 374 | 39  | 72  | 12     |
| 18   | Carlos del Barrio          | 5   | 33  | 17  | 18  | 11  |     | 20  |     | 33  |     |     |     | 11     |
| 19   | Mikko Lukka                |     | Ret | 34  |     | 5   |     | Ret | 19  |     | 11  | Ret | 14  | 10     |
| 20   | Ola Fløene                 | 7   | 11  | 39  | WD  | Ret | WD  | 9   |     |     |     |     |     | 8      |
| 21   | Sebastian Marshall         |     | 7   |     |     |     |     | Ret |     | Ret | 20  |     |     | 6      |
| 22   | Florian Haut-Labourdette   |     |     |     | Ret | Ret | WD  | 7   | 68  | Ret |     | WD  |     | 6      |
| 23   | Craig Drew                 |     |     |     |     |     |     |     |     |     | Ret | 7   |     | 6      |
| 24   | Drew Sturrock              |     |     |     |     |     | 7   |     |     |     |     |     |     | 6      |
| 25   | Jonas Andersson            |     | 16  |     | DNS | WD  |     |     |     |     |     |     | 8   | 4      |
| 26   | Marc Martí                 |     |     |     | 28  | Ret |     |     |     |     |     | 8   |     | 4      |
| 27   | Jasper Vermeulen           |     | 50  |     |     |     |     |     | 8   |     |     |     |     | 4      |
| 28   | Diego Vallejo              |     |     |     | Ret | 8   |     |     |     |     |     |     |     | 4      |
| 29   | Tauseef Khan               |     |     |     |     |     | 8   |     |     |     |     |     |     | 4      |
| 30   | Yaroslav Fedorov           |     |     |     |     |     |     | 8   |     |     |     |     |     | 4      |
| 31   | Rodrigo Sanjuan de Eusebio |     | 47  |     | Ret | 9   |     |     |     |     |     | Ret |     | 2      |
| 32   | Tim Jessop                 |     |     |     |     |     | 9   |     |     |     |     |     |     | 2      |
| 33   | Frank Christian            |     |     |     |     |     |     |     | 9   |     |     |     |     | 2      |
| 34   | Maxime Vilmot              |     |     |     |     |     |     |     |     |     |     | 9   |     | 2      |
| 35   | Marcelo Der Ohannesian     | 15  |     | 12  | 12  | 10  | WD  | 11  |     | 10  |     | Ret | 60  | 2      |
| 36   | Konstantin Aleksandrov     | 12  | 12  | Ret | 10  | Ret |     | Ret | 59  | 13  | 36  | 10  | 13  | 2      |
| 37   | Reeta Hämäläinen           |     | Ret |     | 27  | Ret |     | Ret |     | 14  | 10  |     |     | 1      |
| 38   | François-Xavier Buresi     | 10  |     |     |     |     |     |     |     |     |     | WD  |     | 1      |
| 39   | Filip Cuvelier             |     |     |     |     |     |     |     | 10  |     |     |     |     | 1      |
| 40   | Pietro Ometto              |     |     |     |     |     |     |     |     |     |     |     | 10  | 1      |
| Pos. | Copiloto                   | MON | ART | CRO | POR | ITA | SAF | EST | YPR | GRE | FIN | ESP | MNZ | Puntos |

| Color     | Resultado                                              |
| Oro       | Ganador                                                |
| Plata     | 2ª plaza                                               |
| Bronce    | 3ª plaza                                               |
| Verde     | Finalizó, en los puntos                                |
| Azul      | Finalizó, sin puntos                                   |
| Violeta   | No terminó (Ret)                                       |
| Negro     | Descalificado (DES)                                    |
| Blanco    | No empezó (DNS)                                        |
| Blanco    | Excluido (EX)                                          |
| Blanco    | Lesionado (LES)                                        |
| Sin color | No participó                                           |
| x1        | Indica posición de la Power stage                      |
| (x)       | Entre paréntesis, puntos no computables para el total. |

### Campeonato Mundial de Rally de la FIA de constructores
A partir de esta temporada, en el campeonato de constructores, los equipos pueden nominar a tres pilotos para sumar puntos, pero estos puntos solo se otorgan a los dos primeros clasificados que representan a un constructor. Los puntos se reparten de la siguiente manera: cinco puntos de bonificación al ganador del Power Stage, cuatro puntos para el segundo lugar, tres para el tercero, dos para el cuarto y uno para el quinto. 
| Pos. | Constructor             | MON | ART | CRO | POR | ITA | SAF | EST | YPR | GRE | FIN | ESP | MNZ | Puntos |
| ---- | ----------------------- | --- | --- | --- | --- | --- | --- | --- | --- | --- | --- | --- | --- | ------ |
| 1    | Toyota Gazoo Racing WRT | 1   | 21  | 1   | 13  | 13  | 12  | 13  | 32  | 1   | 1   | 23  | 14  | 520    |
| 1    | Toyota Gazoo Racing WRT | 2   | 45  | 24  | 34  | 24  | 53  | 4   | 4   | 32  | 4   | 4   | 25  | 520    |
| 1    | Toyota Gazoo Racing WRT | NC  | NC  | Ret | NC  | NC  | NC  | NC  | NC  | NC  | NC  | NC  | NC  | 520    |
| 2    | Hyundai Shell Mobis WRT | 34  | 12  | 32  | 21  | 31  | 21  | 21  | 1   | 24  | 2   | 1   | 31  | 462    |
| 2    | Hyundai Shell Mobis WRT | 45  | 3   | 43  | 62  | 42  | 65  | 32  | 23  | 45  | 3   | 32  | 43  | 462    |
| 2    | Hyundai Shell Mobis WRT | Ret | NC  | NC  | NC  | NC  | Ret | NC  | NC  | NC  | Ret | Ret | NC  | 462    |
| 3    | M-Sport Ford WRT        | 5   | 6   | 5   | 4   | 5   | 3   | 5   | 5   | 5   | 5   | 5   | 6   | 199    |
| 3    | M-Sport Ford WRT        | Ret | 7   | 6   | 5   | 6   | 4   | 7   | Ret | 6   | 6   | 8   | 7   | 199    |
| 4    | Hyundai 2C Competition  | 6   | 5   | 7   | Ret | Ret | Ret | 6   | 6   | Ret |     | 6   | 5   | 68     |
| 4    | Hyundai 2C Competition  |     | 8   |     |     | WD  |     |     |     |     |     | 7   |     | 68     |
| Pos. | Constructor             | MON | ART | CRO | POR | ITA | SAF | EST | YPR | GRE | FIN | ESP | MNZ | Puntos |

### WRC 2
A partir de esta temporada, el WRC 2 también tiene un Power Stage. Para el campeonato solo se tienen en cuenta los 6 mejores resultados en la temporada.
| Pos. | Piloto                  | MON | ART | CRO | POR | ITA | SAF | EST | YPR | GRE | FIN | ESP | MNZ | Puntos | Mejores 6 |
| ---- | ----------------------- | --- | --- | --- | --- | --- | --- | --- | --- | --- | --- | --- | --- | ------ | --------- |
| 1    | Andreas Mikkelsen       | 1   | 21  | 51  | WD  | Ret | WD  | 1   |     | 13  |     |     | 21  | 149    | 149       |
| 2    | Mads Østberg            |     |     | 14  | 34  | 2   |     | 23  |     | 81  | 2   | 41  |     | 135    | 126       |
| 3    | Jari Huttunen           |     | Ret |     |     | 1   |     | Ret | 1   |     | 3   | Ret | 12  | 107    | 107       |
| 4    | Marco Bulacia Wilkinson | 43  |     | 3   | 62  | 3   | WD  | 32  |     | 2   |     |     | 43  | 119    | 107       |
| 5    | Teemu Suninen           |     |     | 2   | 25  |     | WD  |     | Ret | WD  | 1   | 2   |     | 93     | 93        |
| 6    | Nikolay Gryazin         |     | 34  | Ret | 4   |     |     | Ret | 2   | 35  | 64  |     |     | 77     | 77        |
| 7    | Esapekka Lappi          |     | 12  |     | 1   |     |     |     |     |     |     |     |     | 59     | 59        |
| 8    | Eric Camilli            | 34  |     |     | 83  |     |     |     |     |     |     | 14  |     | 51     | 51        |
| 9    | Martin Prokop           |     | 6   |     | 7   | 4   | Ret |     |     | 5   | 45  |     |     | 51     | 51        |
| 10   | Adrien Fourmaux         | 2   | 95  |     |     | 65  |     | 4   |     |     |     |     |     | 48     | 48        |
| 11   | Enrico Brazzoli         | 6   |     | 45  |     | 5   |     |     |     |     |     |     | 34  | 48     | 48        |
| 12   | Georg Linnamäe          |     | 8   |     | WD  | Ret |     | 6   |     | 4   | 5   | 65  |     | 45     | 45        |
| 13   | Sean Johnston           | 5   | 7   |     |     | Ret |     | Ret |     | 6   |     | 5   |     | 35     | 35        |
| 14   | Erik Cais               |     |     |     |     |     |     |     |     |     |     | 3   |     | 18     | 18        |
| 15   | Tom Kristensson         |     |     | Ret | 9   |     |     | 5   | Ret |     | Ret |     |     | 13     | 13        |
| 16   | Ole Christian Veiby     |     | 53  |     | DNS | WD  |     |     |     |     |     |     |     | 13     | 13        |
| 17   | Eyvind Brynildsen       |     | 4   |     |     |     |     |     |     |     |     |     |     | 12     | 12        |
| 18   | Oliver Solberg          |     |     |     | 5   |     |     | Ret | Ret | Ret | Ret |     |     | 10     | 10        |
| 19   | Crazy Leo               |     |     |     |     |     |     |     |     | 7   |     |     |     | 6      | 6         |
| —    | Andrea Crugnola         |     |     |     |     | WD  |     |     |     |     |     |     |     | —      | —         |
| Pos. | Piloto                  | MON | ART | CRO | POR | ITA | SAF | EST | YPR | GRE | FIN | ESP | MNZ | Puntos | Mejores 6 |

| Color     | Resultado                                              |
| Oro       | Ganador                                                |
| Plata     | 2ª plaza                                               |
| Bronce    | 3ª plaza                                               |
| Verde     | Finalizó, en los puntos                                |
| Azul      | Finalizó, sin puntos                                   |
| Violeta   | No terminó (Ret)                                       |
| Negro     | Descalificado (DES)                                    |
| Blanco    | No empezó (DNS)                                        |
| Blanco    | Excluido (EX)                                          |
| Blanco    | Lesionado (LES)                                        |
| Sin color | No participó                                           |
| x1        | Indica posición de la Power stage                      |
| (x)       | Entre paréntesis, puntos no computables para el total. |

### WRC 3
A partir de esta temporada, el WRC 3 también tiene un Power Stage. Para el campeonato solo se tienen en cuenta los 5 mejores resultados en la temporada.
| Pos. | Piloto                    | MON | ART | CRO | POR | ITA | SAF | EST | YPR | GRE | FIN | ESP | MNZ | Puntos | Mejores 5 |
| ---- | ------------------------- | --- | --- | --- | --- | --- | --- | --- | --- | --- | --- | --- | --- | ------ | --------- |
| 1    | Yohan Rossel              | 13  |     | 31  | 2   | 13  |     |     | 12  | DSQ |     |     | 21  | 150    | 130       |
| 2    | Kajetan Kajetanowicz      |     |     | 13  | 13  | 82  |     | 2   |     | 1   |     | 21  | 3   | 153    | 127       |
| 3    | Emil Lindholm             |     | Ret | 24  | 101 | Ret |     | Ret |     | 32  | 13  |     |     | 73     | 73        |
| 4    | Chris Ingram              |     |     | 5   | 34  | Ret |     |     |     | 23  |     | 43  | 84  | 70     | 70        |
| 5    | Nicolas Ciamin            | 31  |     | 42  | 45  | 6   |     |     |     |     |     |     |     | 57     | 57        |
| 6    | Pepe López                |     |     |     | Ret | 24  |     | 42  | WD  |     | 42  | Ret |     | 52     | 52        |
| 7    | Mikko Heikkilä            |     | 3   |     |     |     |     | 35  |     |     | 25  | 10  |     | 51     | 51        |
| 8    | Fabrizio Zaldívar         |     | 13  | 6   | 6   | 4   |     | 71  |     | 94  |     | 6   |     | 51     | 47        |
| 9    | Josh McErlean             |     |     |     | 5   |     |     |     | 5   |     |     | 34  | 65  | 46     | 46        |
| 10   | Egon Kaur                 |     | 21  |     | Ret | 121 |     | 103 |     |     | 61  |     |     | 45     | 45        |
| 11   | Onkar Rai                 |     |     |     |     |     | 1   |     |     |     |     |     |     | 30     | 30        |
| 12   | Reeta Hämäläinen          |     |     |     |     |     |     |     |     |     |     | 12  |     | 29     | 29        |
| 13   | Andrea Crugnola           |     |     |     |     |     |     |     |     |     |     |     | 12  | 29     | 29        |
| 14   | Teemu Asunmaa             |     | 13  |     |     |     |     |     |     |     | Ret |     |     | 28     | 28        |
| 15   | Aleksey Lukyanuk          |     |     |     |     |     |     | 1   |     |     |     |     |     | 25     | 25        |
| 16   | Yoann Bonato              | 2   |     |     |     |     |     |     |     |     |     |     |     | 22     | 22        |
| 17   | Karan Patel               |     |     |     |     |     | 24  |     |     |     |     |     |     | 20     | 20        |
| 18   | Grégoire Munster          |     |     |     |     |     |     |     | 91  |     |     |     | 4   | 19     | 19        |
| 19   | Pieter Jan Michiel Cracco |     |     |     |     |     |     |     | 2   |     |     |     |     | 18     | 18        |
| 20   | Carl Tundo                |     |     |     |     |     | 3   |     |     |     |     |     |     | 18     | 18        |
| 21   | Vincent Verschueren       |     |     |     |     |     |     |     | 34  |     |     |     |     | 17     | 17        |
| 22   | Lauri Joona               |     |     |     |     |     |     |     |     |     | 34  |     |     | 17     | 17        |
| 23   | Armin Kremer              |     |     |     |     | 7   |     |     |     |     |     | 5   |     | 17     | 17        |
| 24   | Jan Solans                |     |     |     | Ret | 35  |     |     |     |     |     | Ret |     | 16     | 16        |
| 25   | Daniel Chwist             |     |     |     |     |     | 42  |     |     |     |     |     |     | 16     | 16        |
| 26   | Raul Jeets                |     |     |     |     |     |     | 5   |     |     | 7   |     |     | 16     | 16        |
| 27   | Emilio Fernández          |     |     |     | 13  | 5   |     | 84  |     |     |     |     |     | 16     | 16        |
| 28   | Cédric De Cecco           | 5   |     | Ret |     |     |     |     | 85  |     |     |     |     | 16     | 16        |
| 29   | Hermann Neubauer          | 4   |     | Ret |     |     |     |     |     |     |     |     |     | 14     | 14        |
| 30   | Sébastien Bedoret         |     |     | 10  |     |     |     |     | 4   |     |     |     |     | 13     | 13        |
| 31   | Eerik Pietarinen          |     | 45  |     |     |     |     |     |     |     | Ret |     |     | 13     | 13        |
| 32   | Giorgos Kehagias          |     |     |     |     |     |     |     |     | 4   |     |     |     | 12     | 12        |
| 33   | Mattias Ekström           |     | 54  |     |     |     |     |     |     |     |     |     |     | 12     | 12        |
| 34   | Johannes Keferböck        | 7   |     | 7   |     |     |     |     |     |     |     |     |     | 12     | 12        |
| 35   | Mauro Miele               | Ret | 21  | 8   |     | 9   |     |     |     |     |     | 7   | 11  | 12     | 12        |
| 36   | Aakif Virani              |     |     |     |     |     | 5   |     |     |     |     |     |     | 11     | 11        |
| 37   | Roustemis Panagiotis      |     |     |     |     |     |     |     |     | 5   |     |     |     | 10     | 10        |
| 38   | Riku Tahko                |     |     |     |     |     |     |     |     |     | 5   |     |     | 10     | 10        |
| 39   | Damiano De Tommaso        |     |     |     |     |     |     |     |     |     |     |     | 5   | 10     | 10        |
| 40   | Ghislain de Mevius        |     |     |     |     |     |     |     | 73  |     |     |     |     | 9      | 9         |
| 41   | Gregor Jeets              |     | 6   |     | 11  |     |     |     |     |     |     |     |     | 8      | 8         |
| 42   | Davy Vanneste             | 6   |     |     |     |     |     |     | 14  |     |     |     |     | 8      | 8         |
| 43   | Vladas Jurkevičius        |     | 18  |     |     |     |     | 6   |     |     |     |     |     | 8      | 8         |
| 44   | Bernd Casier              |     |     |     |     |     |     |     | 6   |     |     |     |     | 8      | 8         |
| 45   | Vasileios Velanis         |     |     |     |     |     |     |     |     | 6   |     |     |     | 8      | 8         |
| 46   | Paulo Nobre               |     |     |     |     |     |     |     |     | 7   | 10  |     |     | 7      | 7         |
| 47   | Pekka Keski-Korsu         |     | 7   |     |     |     |     |     |     |     |     |     |     | 6      | 6         |
| 48   | Armindo Araújo            |     |     |     | 7   |     |     |     |     |     |     |     |     | 6      | 6         |
| 49   | Alessandro Perico         |     |     |     |     |     |     |     |     |     |     |     | 7   | 6      | 6         |
| 50   | Johan Kristoffersson      |     | 102 |     |     |     |     |     |     |     |     |     |     | 5      | 5         |
| 51   | Alberto Heller            |     |     |     | 8   | Ret |     |     |     |     |     |     |     | 4      | 4         |
| 52   | Giacomo Ogliari           | 8   |     |     |     |     |     |     |     |     |     |     | 14  | 4      | 4         |
| 53   | Tuomas Skantz             |     | 8   |     |     |     |     |     |     |     |     |     |     | 4      | 4         |
| 54   | Ioannis Plagos            |     |     |     |     |     |     |     |     | 8   |     |     |     | 4      | 4         |
| 55   | Martin Vlček              |     |     |     |     |     |     |     |     |     | 8   |     |     | 4      | 4         |
| 56   | Neil Simpson              |     |     |     |     |     |     |     |     |     |     | 8   |     | 4      | 4         |
| 57   | Miguel Díaz-Aboitiz       | 11  | 20  |     |     |     |     | 9   |     | 11  | 12  | Ret |     | 2      | 2         |
| 58   | Cédric Cherain            | 9   |     |     |     |     |     |     |     |     |     |     |     | 2      | 2         |
| 59   | Michał Sołowow            |     | 9   |     |     |     |     |     |     |     |     |     |     | 2      | 2         |
| 60   | Kevin Raith               |     |     | 9   |     |     |     |     |     |     |     |     |     | 2      | 2         |
| 61   | Paulo Neto                |     |     |     | 9   |     |     |     |     |     |     |     |     | 2      | 2         |
| 62   | Jari Huuhka               |     |     |     |     |     |     |     |     |     | 9   |     |     | 2      | 2         |
| 63   | Sebastian Perez           |     |     |     |     |     |     |     |     |     |     | 9   |     | 2      | 2         |
| 64   | Alberto Dall'Era          |     |     |     |     |     |     |     |     |     |     |     | 9   | 2      | 2         |
| 65   | Tom Williams              | 10  |     |     |     |     |     |     |     |     |     |     |     | 1      | 1         |
| 66   | Pablo Biolghini           |     |     |     |     | 10  |     |     |     |     |     |     | 15  | 1      | 1         |
| 67   | Kris Princen              |     |     |     |     |     |     |     | 10  |     |     |     |     | 1      | 1         |
| 68   | Panagiotis Hatzitsopanis  |     |     |     |     |     |     |     |     | 10  |     |     |     | 1      | 1         |
| 69   | Marco Roncoroni           |     |     |     |     |     |     |     |     |     |     |     | 10  | 1      | 1         |
| 70   | Lambros Athanassoulas     |     |     |     |     |     |     |     |     | 125 |     |     |     | 1      | 1         |
| Pos. | Piloto                    | MON | ART | CRO | POR | ITA | SAF | EST | YPR | GRE | FIN | ESP | MNZ | Puntos | Mejores 5 |

| Color     | Resultado                                              |
| Oro       | Ganador                                                |
| Plata     | 2ª plaza                                               |
| Bronce    | 3ª plaza                                               |
| Verde     | Finalizó, en los puntos                                |
| Azul      | Finalizó, sin puntos                                   |
| Violeta   | No terminó (Ret)                                       |
| Negro     | Descalificado (DES)                                    |
| Blanco    | No empezó (DNS)                                        |
| Blanco    | Excluido (EX)                                          |
| Blanco    | Lesionado (LES)                                        |
| Sin color | No participó                                           |
| x1        | Indica posición de la Power stage                      |
| (x)       | Entre paréntesis, puntos no computables para el total. |

### JWRC
Los pilotos suman puntos extra por cada etapa ganada.
| Pos. | Piloto            | CRO | POR  | EST  | YPR | ESP | Puntos |
| ---- | ----------------- | --- | ---- | ---- | --- | --- | ------ |
| 1    | Sami Pajari       | 69  | 2    | 19   | 2   | 14  | 145    |
| 2    | Jon Armstrong     | 12  | Ret6 | 25   | 17  | 47  | 119    |
| 3    | Mārtiņš Sesks     | 2   | 13   | 37   | 62  | 6   | 93     |
| 4    | Lauri Joona       | 31  | 64   | 4    | 4   | 2   | 88     |
| 5    | Robert Virves     | 7   | 3    | 7    | 3   | 35  | 77     |
| 6    | William Creighton | 5   | 5    | 6    | 57  | 51  | 66     |
| 7    | Martin Koci       | 43  | 4    | Ret3 |     |     | 34     |
| 8    | Raul Badiu        | 83  | Ret  | 5    |     |     | 17     |
| Pos. | Piloto            | CRO | POR  | EST  | YPR | ESP | Puntos |

| Color     | Resultado                                              |
| Oro       | Ganador                                                |
| Plata     | 2ª plaza                                               |
| Bronce    | 3ª plaza                                               |
| Verde     | Finalizó, en los puntos                                |
| Azul      | Finalizó, sin puntos                                   |
| Violeta   | No terminó (Ret)                                       |
| Negro     | Descalificado (DES)                                    |
| Blanco    | No empezó (DNS)                                        |
| Blanco    | Excluido (EX)                                          |
| Blanco    | Lesionado (LES)                                        |
| Sin color | No participó                                           |
| x1        | Indica posición de la Power stage                      |
| (x)       | Entre paréntesis, puntos no computables para el total. |